# Borghild Niskin
Borghild Solveig Niskin (ur. 19 lutego 1924 w Hole, zm. 18 stycznia 2013 w Bærum) – norweska narciarka alpejska. Zajęła 7. miejsce w slalomie gigancie podczas igrzysk w Cortinie d’Ampezzo.
W 1956  Niskin otrzymała medal Holmenkollen. Jest pierwszą kobietą, która otrzymała ten medal. Jest także jedną z 11 osób, które nie uprawiały narciarstwa klasycznego, a otrzymały to wyróżnienie. Pozostali to: Stein Eriksen, król Haakon VII, Inger Bjørnbakken, Astrid Sandvik, król Olaf V, Erik Håker, Jacob Vaage, król Harald V i królowa Sonja (Norwegia) oraz Ingemar Stenmark (Szwecja).